# Liburniella ornata
Liburniella ornata är en insektsart som först beskrevs av Stsl 1862.  Liburniella ornata ingår i släktet Liburniella och familjen sporrstritar. Inga underarter finns listade i Catalogue of Life.